# Camac
Camac (Les Harpes Camac) francia hárfagyártó cég.
A gyárat 1972-ben Joël Garnier alapította. Termékei között pedálos (koncert), kampós (népi), valamint elektroakusztikus és tisztán elektromos hárfák találhatók.
A Camac számos technikai újítást vezetett be. Áttervezte a pedálmechanizmust, így a hárfás maga végezhet el bizonyos beállításokat, és nem kell minden esetben hangszerjavító műhelybe küldenie a hangszerét. Bevezette a szénszálas alkatrészeket, melynek következtében a hangszer 8–10 kg-mal könnyebb lett a korábbinál. A gyár Deborah Henson-Conant amerikai hárfaművész kezdeményezésére és közreműködésével 1990-ben jelent meg a The Blue sorozattal. Az elnevezés az elektroakusztikus és elektromos (MIDI) hárfákat jelöli. Egyes modelljeit rendhagyó módon kék, zöld, rózsaszín és fekete színben is gyártja.
A gyár Mouzeilben egy 2500 négyzetméteres épületben működik, 60 embert alkalmaz. Az egyik főtámogatója a Szegedi Nemzetközi Hárfaversenynek. Magyarországon Gulyás Csilla hárfaművész képviseli. Az elektronikus popzenét játszó Passed együttes hárfása, Nizalowski Fanni Camac Electro Llanera 37 hangszeren játszik.

## Külső hivatkozás
- A Camac honlapja
- A Szegedi Hárfaverseny honlapja